# Herren-Sulzbach
Herren-Sulzbach ist eine Ortsgemeinde im Landkreis Kusel in Rheinland-Pfalz. Sie gehört der Verbandsgemeinde Lauterecken-Wolfstein an.

## Geographie
Der Ort liegt in der Westpfalz. Im Nordosten befindet sich Grumbach, im Südosten Buborn und westlich liegt Homberg. Zu Herren-Sulzbach gehört auch der Wohnplatz Heideheck.

## Geschichte
1816 kam der Ort zum Fürstentum Lichtenberg, einer neugeschaffenen Exklave des Herzogtums Sachsen-Coburg-Saalfeld beziehungsweise ab 1826 des Herzogtums Sachsen-Coburg und Gotha. Mit diesem fiel er 1834 an Preußen, das aus diesem Gebiet den Landkreis Sankt Wendel schuf. Nach der Abtrennung des Hauptteils an das neugeschaffene Saargebiet entstand 1920 der Restkreis Sankt Wendel-Baumholder, zu dem der Ort bis 1937 gehörte, als er in den Landkreis Birkenfeld eingegliedert wurde. 1969 wurde er in den Landkreis Kusel umgegliedert.

## Politik

### Bürgermeister
Jochen Franzmann wurde 2024 Ortsbürgermeister von Herren-Sulzbach.
Sein Vorgänger war Michael Theobaldt seit August 2019.
Dessen Vorgänger Günter Franzmann hatte das Amt 15 Jahre ausgeübt.

## Kultur und Sehenswürdigkeiten
Der Turm der evangelischen Kirche Herren-Sulzbach diente als Wach- und Wehrturm. Der romanische Bau stammt aus dem Jahr 1000. In der Kirchengruft wurden die Rheingrafen beerdigt.
Siehe auch: Liste der Kulturdenkmäler in Herren-Sulzbach

## Wirtschaft und Infrastruktur
Im Norden verläuft die Bundesstraße 270. In Lauterecken ist ein Bahnhof der Lautertalbahn.